# Roman Giertych
Roman Jacek Giertych (ur. 27 lutego 1971 w Śremie) – polski polityk i prawnik, adwokat, założyciel i w latach 1989–1994 prezes Młodzieży Wszechpolskiej, prezes Ligi Polskich Rodzin (2006–2007), poseł na Sejm IV, V i X kadencji (2001–2007, od 2023), wicepremier oraz minister edukacji narodowej w rządach Kazimierza Marcinkiewicza i Jarosława Kaczyńskiego (2006–2007).

## Życiorys

### Wykształcenie i działalność do 2006
Wychowywał się w Kórniku, gdzie ukończył szkołę podstawową i liceum ogólnokształcące. Został absolwentem historii na Wydziale Historycznym (1994) i prawa na Wydziale Prawa (1995) Uniwersytetu im. Adama Mickiewicza w Poznaniu. W 1996 rozpoczął aplikację adwokacką w Warszawie, którą ukończył w 2000. Podjął w Warszawie praktykę adwokacką w ramach własnej kancelarii.
Opublikował takie książki jak Kontrrewolucja młodych, Lot orła i Możemy wygrać Polskę. Wybór felietonów z Radia Maryja 1997–1999. Pisał artykuły publikowane w „Bastionie”, „Ładzie”, „Najwyższym Czasie!”, „Rycerzu Niepokalanej” i „Wszechpolaku”. Działał w Opus Dei.
W 1989 założył deklarującą narodowe wartości Młodzież Wszechpolską, nawiązującą swoją nazwą do przedwojennego Związku Akademickiego Młodzież Wszechpolska. Początkowo pełnił funkcję jej prezesa, w 1994 został prezesem honorowym. Był członkiem Stronnictwa Narodowo-Demokratycznego i Stronnictwa Narodowego, którego działacze w 2001 utworzyli Ligę Polskich Rodzin. W wyborach parlamentarnych w 1993 kandydował do Sejmu z listy Unii Polityki Realnej, cztery lata później współtworzył i startował na posła z ramienia Bloku dla Polski.
W wyborach parlamentarnych w 2001 został wybrany z listy LPR na posła IV kadencji z okręgu podwarszawskiego (otrzymał 13 261 głosów). Od lipca 2004 pełnił funkcję wiceprzewodniczącego sejmowej komisji śledczej badającej tzw. aferę Orlenu. Ponownie uzyskał mandat poselski w wyborach w 2005, kandydując z okręgu warszawskiego i otrzymując 35 512 głosów. W Sejmie pełnił funkcję przewodniczącego Komisji do Spraw Służb Specjalnych. Był inicjatorem wprowadzenia jednorazowej zapomogi z tytułu urodzenia się dziecka, nazwanej potocznie „becikowym”.
Był przewodniczącym kongresu LPR, w marcu 2006 został wybrany na prezesa tej partii w miejsce Marka Kotlinowskiego.

### Wicepremier i minister edukacji narodowej

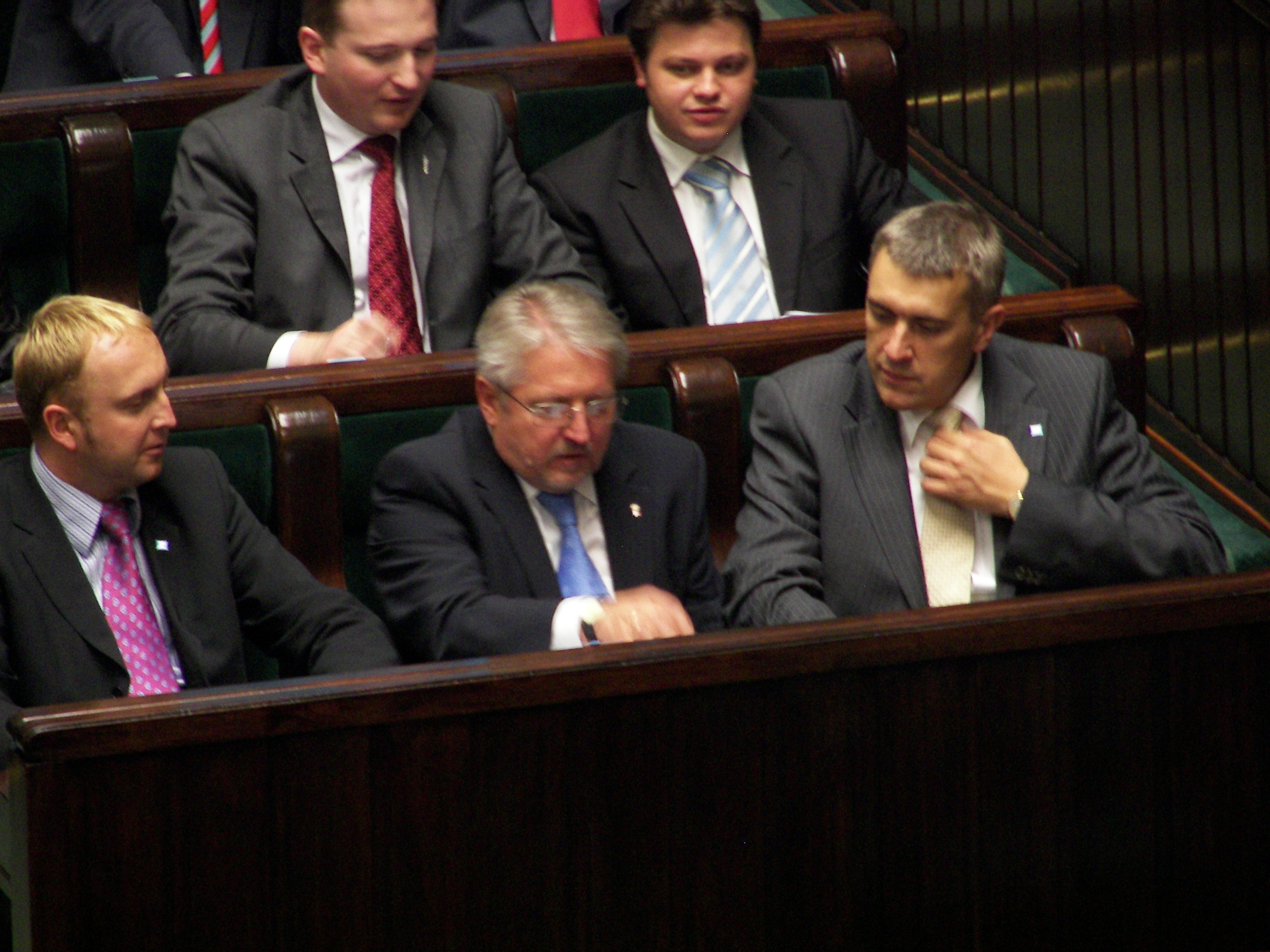
Roman Giertych w Sejmie RP (2007)

Od 5 maja 2006 do 13 sierpnia 2007 sprawował funkcje wicepremiera i ministra edukacji narodowej w rządach Kazimierza Marcinkiewicza i Jarosława Kaczyńskiego.
Jego nominacja na ministra doprowadziła w maju 2006 do manifestacji studenckich, które odbyły się m.in. w Gdańsku, Krakowie, Łodzi, Rzeszowie, Szczecinie i Warszawie. W czerwcu z inspiracji Inicjatywy Uczniowskiej odbył się protest grupy uczniów przed ministerstwem, którego uczestnicy spalili kukłę symbolizującą Romana Giertycha. Powodem tych demonstracji były kontrowersje związane z jego poglądami o charakterze nacjonalistycznym. Inicjatywy te zostały przez niego samego określone jako „protesty lewackich ugrupowań”. Zorganizowano także zbieranie podpisów pod listem otwartym dotyczącym jego odwołania (zebrano około 138 tysięcy podpisów). Powstała także inicjatywa „Giertych musi odejść” postulująca jego odwołanie, która organizowała w ciągu pierwszych miesięcy manifestacje i marsze protestacyjne w całej Polsce, m.in. pod hasłem „Początek Roku – Koniec Giertycha”.
W czerwcu 2006 podjął decyzję o odwołaniu szefa Centralnego Ośrodka Doskonalenia Nauczycieli Mirosława Sielatyckiego. Jako uzasadnienie tej decyzji podał wydanie przez CODN podręcznika dla nauczycieli Kompas – edukacja o prawach człowieka w pracy z młodzieżą. Celem tej publikacji, stworzonej w 2002 z inicjatywy Rady Europy i przetłumaczonej na blisko 20 języków, była promocja praw człowieka. Według Romana Giertycha podręcznik miał służyć „promocji homoseksualizmu” w szkole. Przeciwko decyzji ministra protestowali m.in. pracownicy CODN, Polska Izba Książki, Amnesty International i sekretarz generalny Rady Europy Terry Davis.
Jako minister przywrócił do szkół obowiązek przystąpienia na maturze do egzaminu z matematyki. W lipcu 2006 ogłosił częściową „amnestię maturalną” dla absolwentów, którzy w tym samym roku nie zdali matury. Rzecznik praw obywatelskich zaskarżył wprowadzające ją rozporządzenie do Trybunału Konstytucyjnego, który 16 stycznia 2007 uznał amnestię maturalną za niezgodną z Konstytucją RP.
3 listopada 2006 na konferencji prasowej w Gimnazjum nr 2 w Gdańsku zaprezentował szczegóły rządowego programu, mającego działać na rzecz ukrócenia przemocy i agresji w polskich szkołach. W 2007 parlament z inicjatywy jego partii wprowadził do ustawy o systemie oświaty obowiązek noszenia mundurków szkolnych przez uczniów szkół podstawowych i gimnazjów (określony jako „jednolity strój”).
1 marca 2007, podczas nieformalnego spotkania ministrów edukacji państw Unii Europejskiej, Roman Giertych zaproponował stworzenie „Wielkiej Karty Praw Narodów”, mającej zawierać m.in. obejmujący całą Europę zakaz przeprowadzania aborcji i „propagandy homoseksualnej”. Słowa te wywołały oskarżenia ministra o homofobię. Jednocześnie podczas tego wystąpienia Roman Giertych zasugerował, jakoby prezentowane przez niego stanowisko było poglądem całego polskiego gabinetu, czemu jednak zaprzeczył rzecznik prasowy rządu Jan Dziedziczak.

### Działalność polityczna w latach 2007–2015

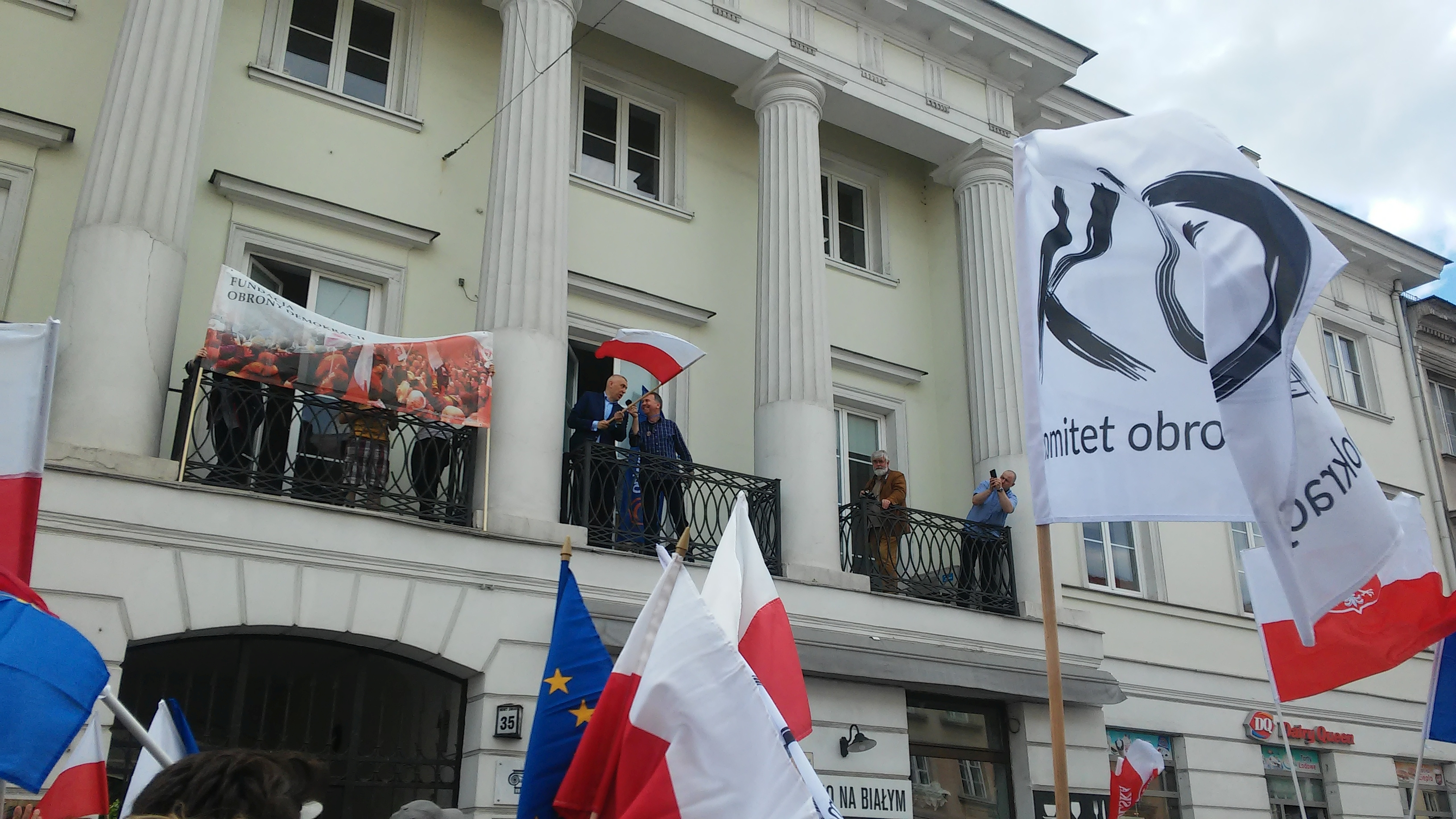
Roman Giertych (na balkonie z flagą Polski) podczas demonstracji Komitetu Obrony Demokracji w Warszawie (2016)

Po rozpadzie koalicji rządowej 13 sierpnia 2007 został odwołany z urzędów wicepremiera i ministra. 24 października 2007, po przegranych przedterminowych wyborach parlamentarnych (otrzymał w nich 6394 głosy w okręgu lubelskim, a LPR nie osiągnęła wyborczego progu), zrezygnował z funkcji prezesa partii i zapowiedział odejście z polityki. Przed wyborami do Parlamentu Europejskiego w 2009 współpracował z ugrupowaniem Libertas Polska. W późniejszym czasie zrezygnował z członkostwa w LPR. Deklarował potem głosowanie w wyborach na Platformę Obywatelską.
W lutym 2013, m.in. razem z Kazimierzem Marcinkiewiczem i Michałem Kamińskim, założył think tank Instytut Myśli Państwowej, którego został prezesem. W wyborach parlamentarnych w 2015 bez powodzenia jako niezależny (przy poparciu m.in. części polityków PO) kandydował do Senatu w okręgu wyborczym nr 41, przegrywając z Konstantym Radziwiłłem.

### Dalsza działalność zawodowa
Po odejściu z parlamentu w 2007 powrócił do praktyki adwokackiej. Reprezentował w postępowaniu sądowym Ryszarda Krauzego, pomawianego o układy z gangiem; w pierwszej instancji uwzględniono powództwo, nakazując Telewizji Polskiej i Anicie Gargas przeproszenie przedsiębiorcy. Był także pełnomocnikiem Radosława Sikorskiego w sprawie obraźliwych komentarzy na forum internetowym serwisu tygodnika „Wprost”. Zawarł pierwszą ugodę w sprawie dotyczącej katastrofy smoleńskiej, na mocy której wdowa po zmarłym funkcjonariuszu Biura Ochrony Rządu otrzymała 250 tysięcy złotych zadośćuczynienia od Skarbu Państwa. Był pełnomocnikiem rodziny aktorki Anny Przybylskiej w wygranym procesie z wydawcą portalu internetowego Pudelek.pl o naruszenie dóbr osobistych.
Reprezentował także Donalda Tuska i członków jego rodziny. Był pełnomocnikiem Michała Tuska w wygranym procesie z wydawcą „Faktu”, a także w sprawie dotyczącej rzucenia kamieniem w okno jego mieszkania. Był też pełnomocnikiem Katarzyny Tusk w procesie, w wyniku którego Sąd Apelacyjny w Warszawie nakazał przeproszenie jej na internetowym portalu „Faktu”. Reprezentował Donalda Tuska w sprawach przed prokuratorami, komisją śledczą ds. Amber Gold i komisją śledczą ds. VAT, a także w sprawie naruszenia dóbr osobistych przez Patryka Jakiego.
Reprezentował Geralda Birgfellnera w sprawie dotyczącej przedsiębiorstwa Srebrna i jego sporu z Jarosławem Kaczyńskim, a także Leszka Czarneckiego w sprawie tzw. afery KNF.

### Działalność polityczna od 2015
W okresie rządów Prawa i Sprawiedliwości brał udział w protestach organizowanych przez Komitet Obrony Demokracji. W wyborach prezydenckich w 2020 poparł Szymona Hołownię.
Wraz z Jackiem Dubois i Mikołajem Pietrzakiem skierował do MTK zawiadomienie o popełnieniu przestępstwa przez ministra sprawiedliwości i prokuratora generalnego Zbigniewa Ziobrę oraz przez prokuratora krajowego Bogdana Święczkowskiego, zarzucając im masowe zatrzymania przeciwników politycznych.
20 grudnia 2021 agencja prasowa Associated Press, powołując się na informacje uzyskane przez laboratorium Citizen Lab, podała, że w trakcie kampanii wyborczej do parlamentu w 2019 telefon Romana Giertycha został zhakowany przy użyciu będącego w posiadaniu instytucji rządowych oprogramowania Pegasus. Według medialnych doniesień inwigilacja miała mieć związek ze śledztwem prowadzonym w sprawie spółki Polnord.
W 2023 Roman Giertych zainicjował powstanie „Sieci na Wybory”, koordynującej akcje przeciwników PiS w mediach społecznościowych. W tym samym roku ogłosił zamiar wystartowania w wyborach do Senatu. Polska 2050 zaproponowała wystawienie go jako kandydata w ramach paktu senackiego, jednak koncepcja ta nie uzyskała aprobaty innych podmiotów wchodzących w skład porozumienia. Ostatecznie polityk ogłosił, że nie wystartuje w wyborach.
27 sierpnia 2023 Donald Tusk zapowiedział start Romana Giertycha w wyborach do Sejmu z listy Koalicji Obywatelskiej w okręgu kieleckim, w którym pierwsze miejsce na liście PiS objął Jarosław Kaczyński. Otrzymał ostatnie miejsce na liście KO w tym okręgu. W wyborach otrzymał 23 622 głosy, uzyskując mandat poselski. W Sejmie X kadencji został członkiem Komisji Łączności z Polakami za Granicą. W styczniu 2024 został wiceprzewodniczącym klubu parlamentarnego KO. W lipcu 2024 Donald Tusk zapowiedział zawieszenie go w prawach członka klubu i usunięcie z funkcji jego wiceprzewodniczącego; miało to związek z nieuczestniczeniem przez Romana Giertycha w głosowaniu nad przepisami ograniczającymi penalizację aborcji (mimo obecności na sali obrad), co stanowiło złamanie dyscypliny partyjnej. W prawyborach Koalicji Obywatelskiej w 2024 poparł Radosława Sikorskiego (sam nie mógł zagłosować, gdyż nie należał do którejkolwiek z partii współtworzących KO). W czerwcu 2025 ogłosił wstąpienie do Platformy Obywatelskiej.

## Postępowania sądowe i prokuratorskie
W marcu 2005 w wywiadzie dla dziennika „Rzeczpospolita” nazwał Adama Michnika „byłym partyjnym aparatczykiem”, za co wytoczono mu proces o naruszenie dóbr osobistych. We wrześniu 2007 Sąd Apelacyjny w Warszawie prawomocnie nakazał Romanowi Giertychowi przeproszenie Adama Michnika i zapłatę 10 tysięcy złotych na rzecz Ośrodka Szkolno-Wychowawczego dla Dzieci Niewidomych w Laskach.
W 2009 Roman Giertych wygrał proces wytoczony wydawcy dziennika „Fakt” o ochronę dóbr osobistych. W 2017 ostatecznie wygrał przed Sądem Najwyższym wytoczoną przez siebie sprawę związaną z odpowiedzialnością wydawców za treść komentarzy pod artykułami w portalach internetowych.
Zastępca prokuratora generalnego Bogdan Święczkowski skierował wniosek o wszczęcie postępowania dyscyplinarnego wobec Romana Giertycha za wypowiedziane pod koniec 2016 słowa krytyki pod adresem Zbigniewa Ziobry i prokuratury. Sprawa ta została umorzona w 2017 przez Sąd Dyscyplinarny przy Izbie Adwokackiej w Warszawie. Prokurator generalny zaskarżył to rozstrzygnięcie do działającej od marca 2019 Izby Dyscyplinarnej Sądu Najwyższego. Rozpatrywany w maju 2019 wniosek był pierwszą tego rodzaju sprawą w tej izbie. Roman Giertych ocenił postępowanie jako próbę „zastraszania adwokatów przez najwyższe organy prokuratury”. Wskazał też, że jego zdaniem było powiązane z jego działalnością jako pełnomocnika Donalda Tuska i Geralda Birgfellnera. W lutym 2020 kasacja prokuratora generalnego została ostatecznie oddalona.
15 października 2020 został zatrzymany przez funkcjonariuszy Centralnego Biura Antykorupcyjnego. Podczas wieczornego przeszukania w jego domu stracił przytomność, wskutek czego trafił do szpitala. Wcześniej przeszukano też siedzibę jego kancelarii adwokackiej. 16 października 2020 – według prokuratora – został mu przedstawiony zarzut wyprowadzenia kwoty blisko 92 milionów złotych z giełdowej spółki deweloperskiej. Skuteczność tej czynności była następnie podważana. Wskazywano, że z przebywającym wtedy w szpitalu adwokatem nie było kontaktu, a prowadząca czynność prokurator wprost zapisała w protokole, że Roman Giertych śpi. Następnego dnia poznański sąd rejonowy odmówił zastosowania tymczasowego aresztowania wobec pięciu innych osób zatrzymanych w tej sprawie (w tym przedsiębiorcy Ryszarda Krauzego), motywując tę decyzję brakiem przesłanek uprawdopodobniających popełnienie przestępstwa. W listopadzie 2020 sąd wstrzymał wykonalność zastosowanych przez prokuratora środków zapobiegawczych (w tym zakazu wykonywania zawodu adwokata). W następnym miesiącu sąd, uwzględniając zażalenie, uchylił decyzję o zastosowaniu tych środków, wskazując na brak dowodów popełnienia przestępstwa. Stwierdził także, że Roman Giertych nie uzyskał statusu podejrzanego w sprawie wobec braku skutecznego ogłoszenia zarzutów. Również w grudniu 2020 sąd uwzględnił zażalenie na przeszukanie kancelarii adwokackiej, oceniając tę czynność za niezgodną z prawem. Roman Giertych wyjechał z Polski i zamieszkał we Włoszech.
W grudniu 2021 prokurator z Prokuratury Regionalnej w Lublinie wystąpił do sądu z wnioskiem o tymczasowe aresztowanie Romana Giertycha, motywując to jego wielokrotnym niestawiennictwem na wezwania celem przedstawienia kolejnych zarzutów. W marcu 2022 sąd nie uwzględnił tego wniosku, ponownie wskazując na brak przesłanek ogólnych stosowania środków zapobiegawczych w postaci dużego prawdopodobieństwa popełnienia przestępstwa. W kwietniu 2022 Sąd Okręgowy w Lublinie utrzymał w mocy tę decyzję. W kwietniu 2022 sąd uchylił decyzję prokuratora o odmowie wszczęcia postępowania w sprawie przekroczenia uprawnień przez prokuratorów zaangażowanych w sprawę.
Sprawa zatrzymania i postępowania wobec Romana Giertycha była przedmiotem zainteresowania organizacji praw człowieka i instytucji europejskich. W lipcu 2021 Komisja Europejska w swoim sprawozdaniu wskazała ją jako przykład naruszania reguł praworządności. Helsińska Fundacja Praw Człowieka w swoim raporcie Stan oskarżenia. Prokuratura w latach 2016–2022 z marca 2022 wskazała ją jako przykład na upolitycznienie działań prokuratury. Grupa około 30 spośród 612 delegatów do Zgromadzenia Parlamentarnego Rady Europy w deklaracji z czerwca 2022 (niewiążącej dla całego ZPRE) uznała śledztwo w sprawie adwokata za przejaw represji politycznych wobec przeciwników rządu.
W styczniu 2025 Prokuratura Regionalna w Lublinie poinformowała o umorzeniu śledztwa.

## Wyniki w wyborach ogólnopolskich
| Wybory | Komitet wyborczy | Komitet wyborczy                 | Organ             | Okręg          | Wynik           |
| ------ | ---------------- | -------------------------------- | ----------------- | -------------- | --------------- |
| 1993   |                  | Unia Polityki Realnej            | Sejm II kadencji  | nr 18          | 2681 (2,09%)    |
| 1997   |                  | Blok dla Polski                  | Sejm III kadencji | nr 27          | 916 (0,22%)     |
| 2001   |                  | Liga Polskich Rodzin             | Sejm IV kadencji  | nr 20          | 13 261 (4,52%)  |
| 2005   | Sejm V kadencji  | Liga Polskich Rodzin             | nr 19             | 35 812 (4,72%) |                 |
| 2007   | Sejm VI kadencji | Liga Polskich Rodzin             | nr 6              | 6394 (1,27%)   |                 |
| 2015   |                  | Obywatelski KWW Romana Giertycha | Senat IX kadencji | nr 41          | 51 289 (20,29%) |
| 2023   |                  | Koalicja Obywatelska             | Sejm X kadencji   | nr 33          | 23 622 (3,58%)  |

## Życie prywatne
Pochodzi z rodziny polityków związanych z ruchem narodowym. Jest synem Macieja Giertycha, wnukiem Jędrzeja Giertycha i prawnukiem Włodzimierza Łuczkiewicza, a także bratankiem Wojciecha Giertycha i bratem Mariana Giertycha. Jest mężem Barbary, z którą ma czworo dzieci (Marię, Karolinę, Leona i Alicję).

## Odznaczenia
W 2006 otrzymał Srebrny Medal „Za zasługi dla obronności kraju”.

## Publikacje
- Kontrrewolucja młodych, Ad Astra, Warszawa 1994, ISBN 83-901684-1-3.
- Za błękitną kurtyną: polski wywiad na tropie masonów, Fulmen-Poland, Warszawa 1996, ISBN 83-86445-08-4 (Roman Giertych wypierał się autorstwa, które przypisał mu Michał Karnowski; książka została wydana pod pseudonimem „Roman Bertowski”)[97].
- Lot orła, Fundacja „Nasza Przyszłość”, Szczecinek 2000, ISBN 83-88531-04-2.
- Możemy wygrać Polskę. Wybór felietonów z Radia Maryja 1997–1999, Ostoja, Krzeszowice 2001, ISBN 83-88020-52-8.
- Między prawem a polityką, Wydawnictwo Debiuty, Poznań 2013, ISBN 978-83-928036-8-3.
- Kronika dobrej zmiany, Eco Redonum, Warszawa 2017, ISBN 978-83-949561-0-3.
- W obronie Konstytucji, Eco Redonum, Warszawa 2018, ISBN 978-83-949561-1-0.
- Kronika podłej zmiany, Eco Redonum, Warszawa 2019, ISBN 978-83-949561-2-7.
- Kariera Prokuratora Żółcia, Eco Redonum, Warszawa 2020, ISBN 978-83-949561-4-1.